# Euroscaptor mizura
Euroscaptor mizura är en däggdjursart som först beskrevs av Albert Günther 1880.  Euroscaptor mizura ingår i släktet Euroscaptor och familjen mullvadsdjur. IUCN kategoriserar arten globalt som livskraftig.
Detta mullvadsdjur förekommer endemisk i bergsregioner på den japanska ön Honshu. Arten vistas där i bergstrakter över 400 meter höjd. Habitatet utgörs av skogar och bergsängar.

## Underarter
Arten delas in i följande underarter:
- E. m. mizura
- E. m. othai